# Хесус Арельяно
Хосе де Хесус Арельяно Алькосер (ісп. José de Jesús Arellano Alcocer; нар. 8 травня 1973, Монтеррей) — мексиканський футболіст.
Виступав за національну збірну Мексики.

## Клубна кар'єра
У дорослому футболі дебютував 1992 року виступами за команду клубу «Монтеррей», в якій провів п'ять сезонів, взявши участь у 105 матчах чемпіонату. Більшість часу, проведеного у складі «Монтеррея», був основним гравцем команди.
Протягом 1997—1999 років захищав кольори команди клубу «Гвадалахара».
2000 року повернувся до клубу «Монтеррей», за який відіграв 11 сезонів. Граючи у складі «Монтеррея» також здебільшого виходив на поле в основному складі команди. Завершив професійну кар'єру футболіста виступами за команду «Монтеррей» 2011 року.

## Виступи за збірну
1995 року дебютував в офіційних матчах у складі національної збірної Мексики. Протягом кар'єри у національній команді, яка тривала 12 років, провів у формі головної команди країни 70 матчів, забивши 7 голів.
У складі збірної був учасником чемпіонату світу 1998 року у Франції, розіграшу Кубка конфедерацій 1999 року у Мексиці, здобувши того року титул переможця турніру, розіграшу Золотого кубка КОНКАКАФ 2000 року у США, розіграшу Кубка Америки 2001 року у Колумбії, де разом з командою здобув «срібло», розіграшу Кубка конфедерацій 2001 року в Японії і Південній Кореї, чемпіонату світу 2002 року в Японії і Південній Кореї, розіграшу Золотого кубка КОНКАКАФ 2003 року у США та Мексиці, здобувши того року титул континентального чемпіона, розіграшу Кубка Америки 2004 року у Перу, чемпіонату світу 2006 року у Німеччині.

## Титули і досягнення
- Срібний призер Панамериканських ігор: 1995
- Переможець Кубка конфедерацій: 1999
- Срібний призер Кубка Америки: 2001
- Переможець Золотого кубка КОНКАКАФ: 2003